# Coralie Bertrand
Pour les articles homonymes, voir Bertrand.
Pas d'image ? Cliquez ici

a Compétitions nationales et continentales officielles uniquement.

b Matchs officiels uniquement.
Coralie Bertrand, née le 10 avril 1994 à Avignon (Vaucluse), est une joueuse internationale française de rugby à XV et internationale de rugby à sept.

## Biographie
Coralie Bertrand fait partie de l'équipe de France participant au tournoi féminin de rugby à sept aux Jeux olympiques d'été de 2020 à Tokyo ; les Bleues sont médaillées d'argent.

## Décorations
- Chevalier de l'ordre national du Mérite (décret du 8 septembre 2021)[4]